# 로터스 엘란
로터스 엘란(Lotus Elan)은 로터스 자동차에서 생산한 스포츠카이다.

### 엘란 +2(1967년~1975년)

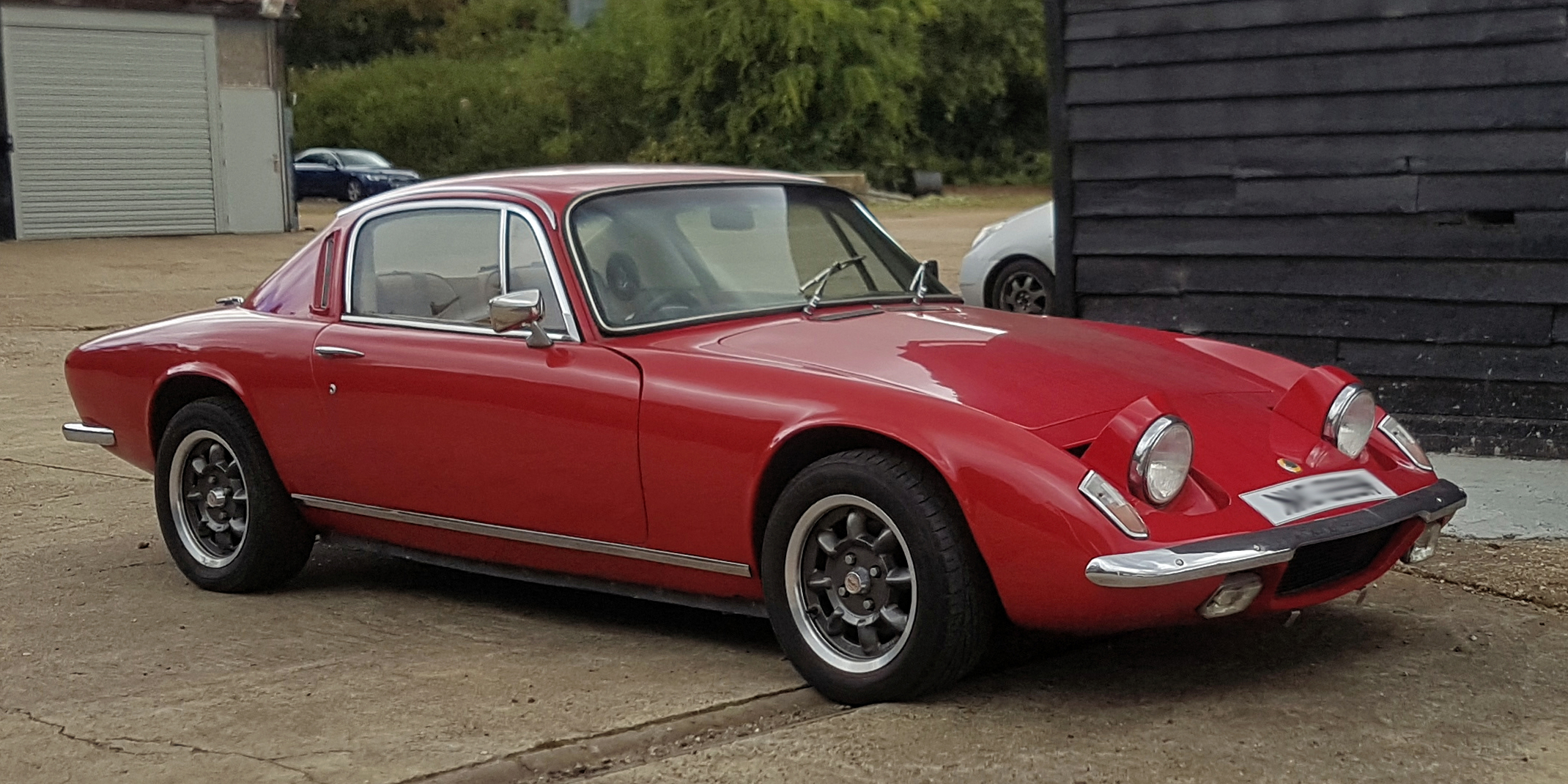
로터스 엘란 +2 정측면

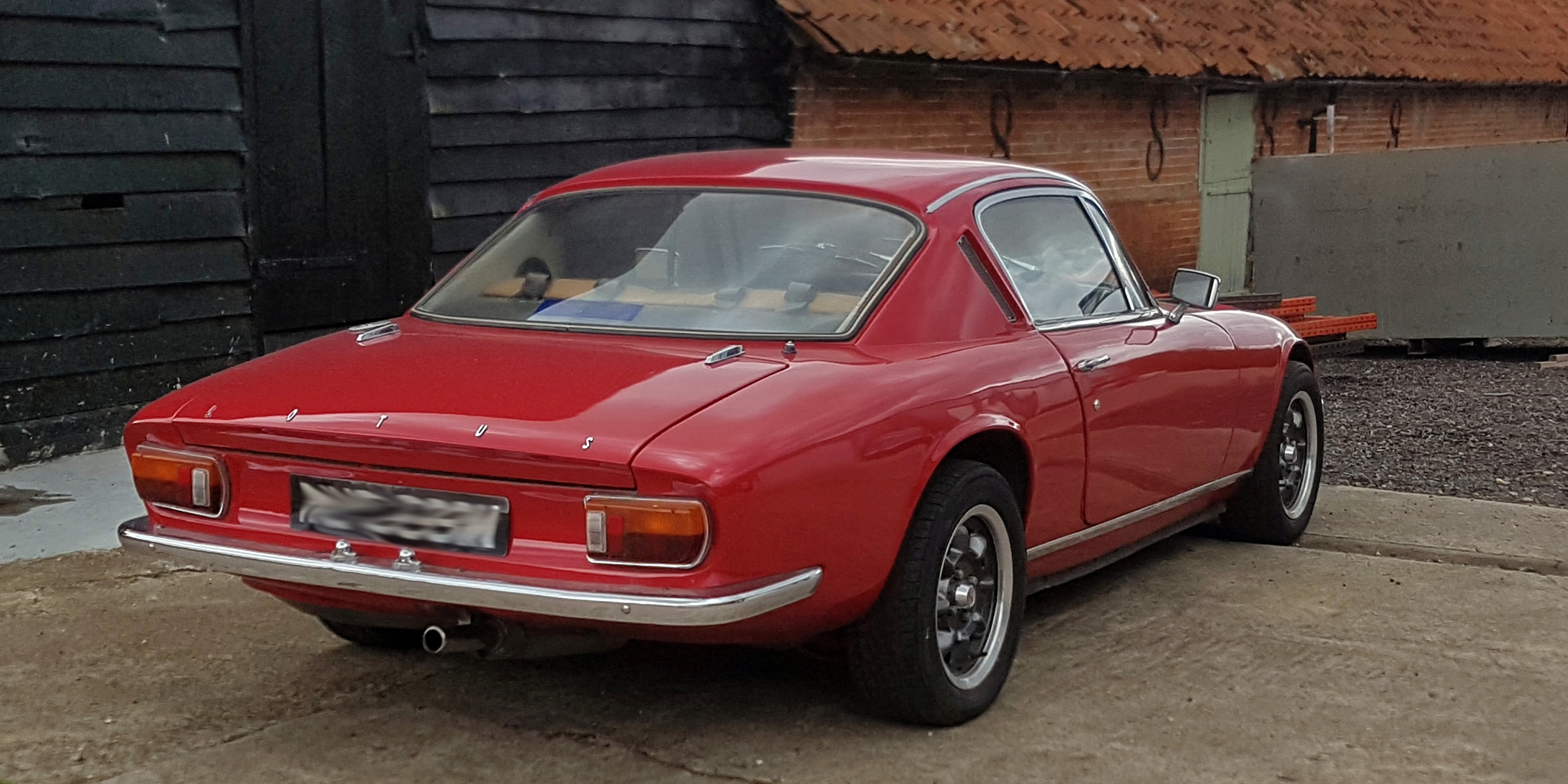
로터스 엘란 +2 후측면

## 1세대

### 엘란 1500, 1600, S2, S3, S4, 스프린트(1962년~1973년)

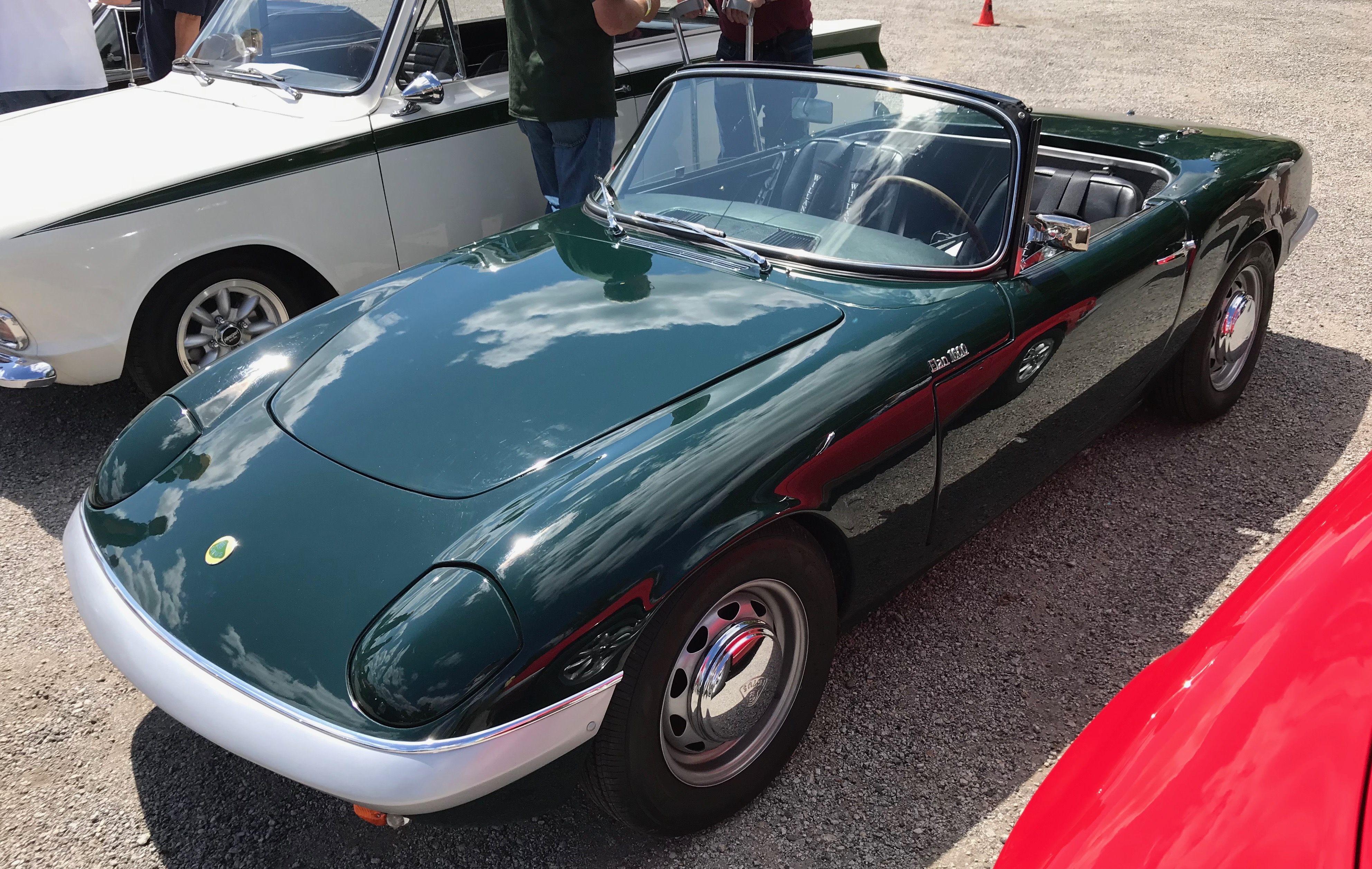
로터스 엘란 1600 정측면

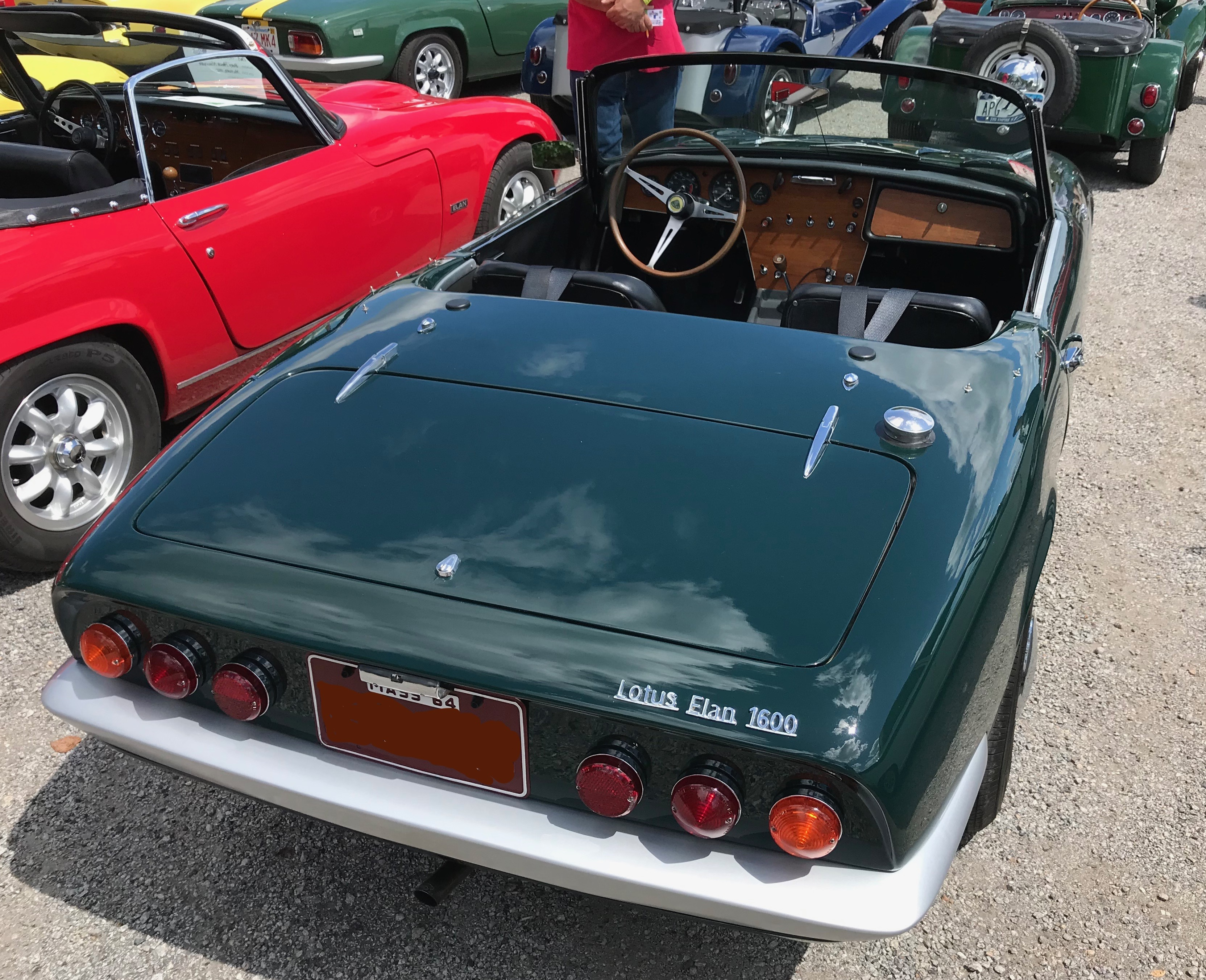
로터스 엘란 1600 후측면

1962년부터 생산된 경량 로드스터이다.

## 2세대

### 엘란(1989년~1995년)

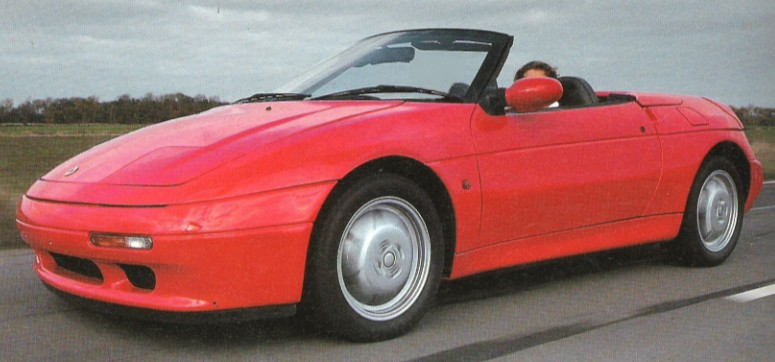
로터스 엘란 정측면

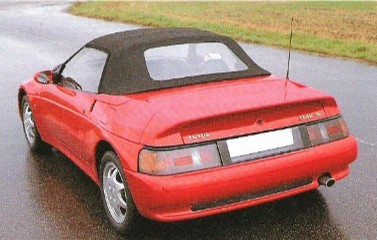
로터스 엘란 후측면

1989년 출시되었다. 코드명 M100.

## 3세대

### 엘란(취소)
2010년 파리 모터쇼에서 로터스가 엘란을 부활시킨다고 발표했다. 프로토타입 모델도 공개했으나 2013년 생산직전 계획이 취소되었다.